# Georgios Kolettis
Georgios Kolettis (eller Koletis, græsk: Γεώργιος•Κολέτης) var en græsk cykelrytter. Han deltog i de første moderne Olympiske lege i 1896 i Athen.
Kolettis deltog i banecykling ved OL. Han deltog i 100 kilometerløbet, hvor ni ryttere stillede op. Det var tilladt at bruge pace af andre cyklister, der kunne træde til efter behov, men kun grækere og franskmanden Léon Flameng benyttede sig af dette. Kolettis og Flameng var de eneste deltagere, der gennemførte løbet, hvor Kolettis undervejs fik mekaniske problemer. I den situation ventede Flameng på, at han fik løst problemerne, men han vandt dog i sikker stil, mens Kolettis blev toer, elleve omgange efter. Han deltog også i 10 kilometerløbet, men her måtte han udgå efter en voldsom kollision med landsmanden Aristidis Konstantinidis på den tyvende omgang.